# P-6 (ミサイル)
P-6（ロシア語: П-6）は、ソビエト連邦で開発された長射程・潜水艦発射型の艦対艦ミサイル。また水上艦発射型のP-35についても本項で扱う。GRAUインデックスは4K48。
西側諸国においては、アメリカ国防総省（DoD）識別番号としてはSS-N-3A/B、NATOコードネームとしては「シャドック」と呼ばれた。なお、原型となったP-5も同じNATOコードネームを付与されているが、西側諸国による確認が遅れたことから、DoD識別番号では逆に遅いSS-N-3Cという記号が与えられている。

## 来歴
第2次世界大戦直後より、ウラジーミル・チェロメイ主任設計官の率いる第52設計局（OKB-52）のチームは、独自の技術開発にV-1などドイツからの鹵獲技術を加味して巡航ミサイルの開発を進めていた。当時技術的にまだ未熟だった潜水艦発射弾道ミサイル（SLBM）を補完する対地火力として期待されたこともあり、核弾頭装備の対地型であるP-5の開発が先行することとなった。しかし一方で、対地火力としてはSLBMが本命と考えられており、対地巡航ミサイルはあくまで過渡的なものとされていた一方、仮想敵となるアメリカ海軍の空母機動部隊においては、E-2A早期警戒機およびF-4艦上戦闘機の配備によって制圧範囲が拡大しており、従来の魚雷を主兵装とする在来型潜水艦よりも強力な対艦攻撃戦力が求められていた。
このことから、1956年8月、ソ連政府は第52設計局に対し、長射程の対艦巡航ミサイルの開発を依頼した。これによって開発されたのが、潜水艦発射型のP-6と、水上艦発射型のP-35であり、これらはほぼ同一の設計を採用していた。

## 設計
P-6/35の任務は、電波水平線 (Radar horizon) 以遠で敵艦を撃破することとされていた。その設計はおおむねP-5を踏襲したものとなっており、ブースターとコンテナは同一である。しかし対艦攻撃という任務を考慮して、最大速度は1,210 km/h（マッハ0.99）から1,800 km/h（マッハ1.5）に増速される一方、最大射程は、P-6で450 km、P-35で250 km（後に350 km）と短縮した。この射程は、F-4艦上戦闘機とE-2早期警戒機を搭載した空母機動部隊の防空圏が直径250-300kmと見積もられていたことによるものであった。巡航高度は400 mまたは4,000 mまたは7,000 mで、最終飛行高度は100 mであった。
潜水艦発射型のP-6は、450 kmという当時としては長大な射程を誇っていたものの、発射時にはP-5と同様に浮上する必要があり、浮上後にコンテナに15度の仰角をつけるため、発射準備時間は3分を要した。また発射後も、ミサイル本体のシーカーで目標を追尾できる距離に接近するまでは、艦上のオペレータが誘導する必要があり、その間、艦は潜航できず、非常に脆弱な態勢を強いられた。一方、水上艦発射型のP-35は、航空機用のウスペク型誘導装置と連動することにより、世界で初めて航空機と艦艇で情報を交換できる誘導システムとなった。ウスペクを搭載したTu-95RTsレーダー哨戒機は、理論上、7,000 km離れた上空からでもP-35を目標へ誘導することができた。のちにP-6搭載の675型潜水艦の一部も、ウスペクに対応して改装された。

## 配備
P-6は、1959年から1962年にかけて、黒海艦隊のバラクラヴァ実験場で31回の発射試験を行ったが、うち6回はコンテナからの発射に失敗し、またさらに6回では誘導装置が故障した。これを受けて改良を施し、1962年から1963年にかけて北方艦隊のネノクサ実験場で46回の発射試験を行ったのち、1964年6月23日、ミサイルは海軍に引き渡された。
P-35は、1962年には実艦標的への射撃試験を成功させ、この試験を通じて指摘された問題点を改善したのち、1965年より海軍への引渡しが開始された。1963年からはさらに沿岸砲兵向けの地上発射型としてP-35Bの開発も開始され、こちらはリデュート移動発射機とともに1966年8月より引渡しが開始された。また1974年からは、ECCM能力を向上するなどした改良型として3M44「プログレス」（«Прогресс»）が開発された。

### 運用国
ソビエト連邦海軍
 ユーゴスラビア海軍
 ベトナム人民海軍
 ブルガリア海軍

### 搭載艦
- 651型潜水艦（ジュリエット型）
- 675型潜水艦（エコーII型）
- 58型ミサイル巡洋艦（キンダ型）
- 1134型ミサイル巡洋艦（クレスタ-I型）